# Lucjan Wolanowski

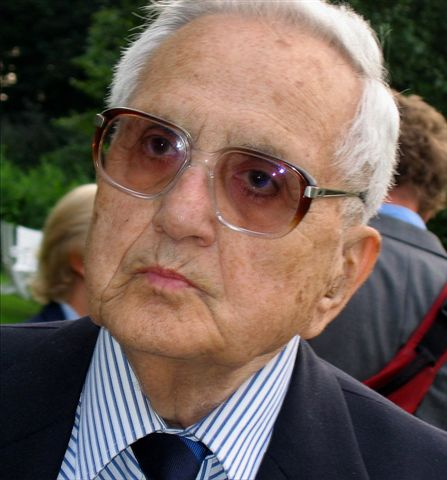
Lucjan Wolanowski
Warschau (Polen), September 2004

Lucjan Wolanowski (* als Lucjan Kon 26. Februar 1920 in Warschau; † 20. Februar 2006 ebenda) war ein polnischer Schriftsteller, Journalist, Reisender, Übersetzer.

## Biografie
Urenkel des Industriellen und Fabrikanten Majer Wolanowski (1844 bis 1900), Sohn des Anwalts Henryk W. Kon (1868–1949) und Róża Wolanowska (1883 bis 1932). Bruder von Elżbieta Wassongowa (1908 bis 2007), Redakteurin und Übersetzerin der schönen Literatur und von Irena Sawicka (1914 bis 2004), Juristin.
Während der Okkupation lebte er zuerst in Warschau und dann verbarg er sich mit seinem Vater und seiner Tochter Irena in Sochaczew und Podkowa Leśna. 1941 wurde er im Streitkampfbund (ZWZ) eingeschworen und ab 1942 war er Soldat der Landesarmee (Armia Krajowa). Er beteiligte sich an der Widerstandsbewegung, in dem er ausländische Rundfunksender (u. a. BBC) abhörte und dann Mitteilungen für polnischen Untergrund anfertigte.
Im Jahre 1950 heiratete er die in PAP getroffene Anna Bożenna Szumowska (jetzt Anna Wolan, geb. 1924), spätere Sängerin, Solistin der Posener Oper (ihre Ehe dauerte bis 1969). Am 4. März 1952 ist ihre Tochter, Anna Helena auf die Welt bekommen, welche ab Ende der 60er Jahre in Australien (jetzt in North Bondi in der Sydneys Vorstadt) lebt.

### Seine Ausbildung
Lucjan besuchte zunächst das hauptstädtische Mikołaj Rej Gymnasium, doch wegen der Krankheit setzte er seine Bildung im Jan Wieczorkowski Männergymnasium im Kurort Rabka fort (Abitur im Jahre 1938). In den Jahren 1935–1938 gemeinsam u. a. mit Jacek Woźniakowski, dem späteren Kunsthistoriker und katholischen Publizisten, leitete er die Zeitschrift „Szczebioty“ (Gezwitscher).
Er studierte an der Fakultät für Elektrochemie und Elektrometallurgie des Polytechnischen Instituts in Grenoble (Frankreich). In der Sommerferien 1939 kam er nach Polen wieder, wo ihn der Ausbruch des Zweiten Weltkrieges überrascht hat.

### Beruflicher Werdegang
Als Autor debütierte er im 1941 unter dem Pseudonym „Wilk“ (Wolf) in einer konspirativen Zeitschrift „Kronika Tygodniowa“ mit Feuilletons „Anekdoten im Schatten der Geschichte“ und dann in dem in hoher Auflage erscheinenden Abendblatt „Dzień Warszawy“ (1943 bis 1944). Sein Vorgesetzter war damals Teofil Syga (1903 bis 1983) der spätere Mickiewicz-Kenner.
Nach dem Kriegsende in den Jahren 1945–1951 arbeitete er in Polnischer Presseagentur (PAP). Er war u. a. Berichterstatter der Konferenz für ausländische Journalisten im Außenministerium in Warschau. Zu dieser Zeit lernte er u. a. solche bekannten Journalisten wie: Edward R. Murrow, Sydney Gruson, Flora Lewis, Larry Allen, Vincent Buist und Pierre Maréchal kennen, die damals als Korrespondenten in Polen tätig waren.
Wolanowski war Redaktionsmitglied von folgenden Zeitschriften:
- Świat (1951–1969); u. a. die Reihen: Fremde Flügel (1957); Länder und Völker (ab 1957); Unter die Räder und zurück (1958); Zweite, aber ob die letzte? (aus Japan, 1960); Asien (1960);
- Dookoła Świata (1969 bis 1976); u. a. die Korrespondenzreihen aus Australien (1965 bis 1967, 1975), aus Asien und Philippinen (1968), aus der Schweiz (1972);
- „Magazyn Polski“ (1976 bis 1984).

Des Weiteren war er Mitarbeiter von folgenden Zeitschriften:
- Przekrój (in den 40er Jahren und dann wiederum ab 70er Jahren); u. a. die Reportagen: Jetzt darf man es schon erzählen;
- Express Wieczorny (Krakau, 1956); eine Reihe von Ermittlungsreportagen über den vielfachen Mörder Władysław Mazurkiewicz, in deren Folge gegen Wolanowski zwei Verleumdungsklagen eingereicht wurden (er wurde freigesprochen);
- Poznaj Świat (1956 bis 1967);
- Kontynenty (1967 bis 1968);
- Życie Warszawy (1967 bis 1968);
- Vlasta (Prag, 1968);
- Kulisy (1969 bis 1970).

In den 60er Jahren machte er zahlreiche Reporterreisen, darunter einige Reisen um die Welt. Bei Landungsoperationen in Neuguinea war er ein bei der UNO akkreditierter Korrespondent (1962 bis 1963). 1965 war er Stipendiat des USA-Staatsministeriums. Es wurde ihm die Ehrenbürgerschaft von Springfield im amerikanischen Staat Illinois zuerkannt. Er war im Kennedys Kap, als von dort das Raumschiff Gemini 5 emporgeschossen wurde.
In den Jahren 1967–1968 erfüllte er die Funktion eines Beraters in der Informationsabteilung der Weltgesundheitsorganisation (WHO) in Genf und dann auf dem Gebiet der Südostasiens und Ozeaniens (u. a. in Neu-Delhi, Bangkok und Manila). Er verfasste Reportagen über die Bekämpfung von tropischen Krankheiten und über Rauschgifthandel in Philippinen, Thailand, Hongkong, Sarawak, Sabah und Brunei.
Im Jahre 1984 ging er in den Ruhestand.

## Mitgliedschaften
Mitglied des Gewerkschaft der Journalisten der Republik Polen (Stowarzyszenie Dziennikarzy RP, 1945–1951), der Gesellschaft der Polnischen Journalisten (Stowarzyszenie Dziennikarzy Polskich, 1951–1982 und 1991 bis 2006), des Bundes der Polnischen Literaten (Związek Literatów Polskich, 1959 bis 1983), des polnischen PEN Clubs (Polski PEN Club, 1971–2006) und der Gesellschaft der Polnischen Schriftsteller (Stowarzyszenie Pisarzy Polskich, 1989 bis 2006). Mitbegründer des 1960 bei der Weltorganisation des Flugzeughandels IATA in Montreal ins Leben berufenen Internationalen Bundes der Flugzeugschriftsteller.

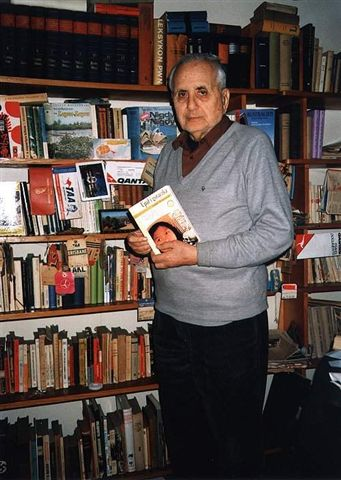
Lucjan Wolanowski – Warschau, 1998

Verfasser von 25 mehrmals neu aufgelegten und in fremde Sprachen übersetzten Reportagensammlungen (in Deutschland über Bolko Schweinitz und Emmanuel Gomolla). Lebte im Warschauer Stadtviertel Mokootów, an Odolańska Straße 23, im ehemaligen Haus der PAP-Mitarbeiter.
Lucjan Wolanowski starb am 20. Februar 2006 in Warschau. Begraben drei Tage später auf dem dortigen jüdischen Friedhof bei Okopowa Straße 49/51 (1. Straße, 2. Quartier).
Im April 2006 wurde von der Schlesischen Universität eine dem Schriftsteller gewidmete Sonderbeilage zur Universitätszeitung veröffentlicht, die einige Fragmente autobiografischer Texte, die Äußerungen zum Leben und zu den Werken des Schriftstellers, Presserezensionen und archivalische Fotografien von den von Wolanowski gemachten Reisen beinhaltet. Unter den Autoren erscheinen u. a. Jacek Woźniakowski, Hilary Koprowski, Eugeniusz Grasberg, Ludwik Jerzy Kern, Lech Paszkowski, Jolanta Klimowicz-Osmańczyk und Krystyna Goldbergowa.

## Werke
- Ośmiornica. Historia jednego koncernu (Książka i Wiedza 1952)
- Przeważnie o ludziach (Czytelnik 1953)
- Na południe od Babiej Góry (Państwowe Wydawnictwo Iskry 1954)
- Śladami brudnej sprawy (Książka i Wiedza 1954)
- Cichy front. (Państwowe Wydawnictwo Iskry 1955, 1956; deutsch: Geheime Front. Eine Kriminalreportage, Übers. Emmanuel Gomolla. Kongress, Berlin 1956)[1]
- Czy Stanisław Talarek musiał umrzeć? (mit Mirosław Azembski; Wydawnictwo Ministerstwa Obrony Narodowej 1955; Wydawnictwo Kraj 1955)
- Dokąd oczy poniosą… (Wydawnictwo Ministerstwa Obrony Narodowej 1958, 1959)
- Żywe srebro (mit Henryk Kawka; Wydawnictwo Ministerstwa Obrony Narodowej 1959, 1963)
- Zwierciadło bogini. Reporter w kraju tranzystorów i gejsz (Czytelnik 1961, 1962, 1964; deutsch: Geishas und Transistoren. In Japan notiert, Übers. Bolko Schweinitz, Leipzig 1965)
- Klejnot korony. Reporter w Hongkongu w godzinie zarazy (Czytelnik 1963)
- Księżyc nad Tahiti… Reporter na wyspach mórz południowych (Czytelnik 1963; deutsch: Mond über Tahiti. Reportagen von den Südsee-Inseln, Übers. Bolko Schweinitz, Leipzig 1965)
- Basia nad biegunem (Biuro Wydawnicze Ruch 1964)
- Dalej niż daleko. Reporter na Nowej Zelandii, Nowej Gwinei, w Malazji i Kambodży o dolach i niedolach, radościach i smutkach lądów i ludów oglądanych dalej niż daleko (Czytelnik 1964; deutsch: Weiter als weit. Ein Reporter berichtet aus Neuseeland, Neuguinea und Singapur, aus Malaysia, Brunei und Kambodscha, Übers. Bolko Schweinitz, Leipzig 1967)

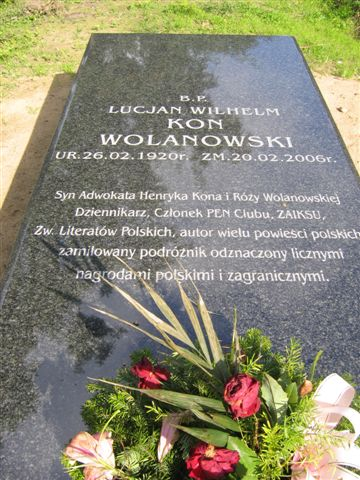
Warschau, 10. September 2006

- Ocean nie bardzo Spokojny (Czytelnik 1967)
- Poczta do Nigdy-Nigdy. Reporter w kraju koala i białego człowieka (Czytelnik 1968, 1970, 1972, 1978; 1989, ISBN 83-07-01810-2; deutsch: Zwischen Abschied vom Bumerang. Australien gestern und heute, Übers. Bolko Schweinitz, Wien 1970, Leipzig 1975)
- Z zapartym tchem (Państwowe Wydawnictwo Iskry 1969)
- Upał i gorączka. Reporter wędruje szlakiem cierpienia (Państwowe Wydawnictwo Iskry 1970, 1973; Muza S.A. 1996; deutsch: Hitze und Fieber. Den Geisseln der Tropen auf der Spur, Übers. Bolko Schweinitz, Leipzig 1972)
- Westchnienie za Lapu-Lapu. Reporter na najdalszym Dalekim Wschodzie (Czytelnik 1973, 1976; deutsch: Zwischen Bangkok und Manila. Unterwegs in Südostasien, Übers. Bolko Schweinitz, Leipzig 1975)
- Min-Min. Mała opowieść o wielkim lądzie (Krajowa Agencja Wydawnicza 1977)
- Walizka z przygodami. Reporter tu, reporter tam (Państwowe Wydawnictwo „Iskry“ 1977)
- Lądy i ludy (Czytelnik 1979; deutsch: Ein Koffer voller Abenteuer, Übers. Bolko Schweinitz, Leipzig 1982)
- Buntownicy mórz południowych (Nasza Księgarnia 1980, 1986; ISBN 83-10-07587-1)
- Ląd, który przestał być plotką (Państwowy Instytut Wydawniczy 1983; ISBN 83-06-00731-X; deutsch: Australien. Notizen vom fünften Kontinent, Übers. Bolko Schweinitz, Leipzig 1987)
- Ani diabeł, ani głębina: Dzieje odkryć Australii, opowiedziane ludziom, którym się bardzo spieszy (Nasza Księgarnia 1987; ISBN 83-10-08847-7)
- Nieznana Australia: Rzeczywistość przekracza fantazję (Maschinenschrift; Archiv von Lucjan Wolanowski in Brwinów, Polen)

## Notizen
1. ↑  Online, deutsch

| Personendaten    | Personendaten                                                |
| ---------------- | ------------------------------------------------------------ |
| NAME             | Wolanowski, Lucjan                                           |
| ALTERNATIVNAMEN  | Kon, Lucjan (Geburtsname)                                    |
| KURZBESCHREIBUNG | polnischer Schriftsteller, Journalist, Reisender, Übersetzer |
| GEBURTSDATUM     | 26. Februar 1920                                             |
| GEBURTSORT       | Warschau                                                     |
| STERBEDATUM      | 20. Februar 2006                                             |
| STERBEORT        | Warschau                                                     |